# FK Alanija Vladikavkaz (2019)
FK Alanija Vladikavkaz (Russisch: ФК Алания Владикавказ) is een Russische voetbalclub uit Vladikavkaz, Noord-Ossetië en werd opgericht in 2019.

## Geschiedenis
De club Spartak Vladikavkaz onderging sinds de Russische onafhankelijkheid enkele naamswijzigingen en heette Spartak, Spartak-Alanija, Alanija en daarna terug Spartak. Spartak werd door de lokale regering gefinancierd. In 2019 werd in de stad een nieuw team opgericht met de naam Alanija, zij vroegen een licentie aan voor de tweede divisie (derde klasse). Door de coronapandemie werd de competitie na 19 speeldagen stilgelegd. Alanija stond op dat moment tweede achter Volgar Astrachan, terwijl stadsrivaal Spartak laatste stond. Er zouden in 2020-21 23 teams deelnamen aan de tweede klasse, maar omdat dan iedere week één team geen match had verkoos de bond om nog een extra club toe te voegen en Alanija werd gekozen om te promoveren. De club werd in 2021 vierde en kon zo deelnemen aan de play-offs om te promoveren, echter kreeg de club geen licentie voor de Premjer-Liga omdat hun stadion niet in orde was.